# The War Against Mrs. Hadley
Pour plus de détails, voir Fiche technique et Distribution.
The War Against Mrs. Hadley est un film américain en noir et blanc réalisé par Harold S. Bucquet, sorti en 1942.

## Synopsis
Mme Hadley, riche membre de la haute société de Washington, célèbre son anniversaire avec faste. Entourée de ses amis les plus proches et de ses deux enfants Théodore et Patricia, elle apprécie particulièrement les attentions de son vieil admirateur Elliot Fulton. Celui-ci, qui occupe un poste au Département de la guerre, accuse Mme Hadley de vivre dans une tour d'ivoire de l'ignorance. À l'annonce de l'attaque de Pearl Harbor Mme Hadley n'est pas aussi émue que son entourage car elle pense que la guerre n'a pas à affecter le cours de sa confortable vie.
Quand son fils Théodore est enrôlé, Mme Hadley fait tout ce qui est son pouvoir pour le faire sortir de l'armée, mais son intervention auprès d'Elliot Fulton est vaine. Son égoïsme et son refus strict d'accepter des restrictions de guerre isolent finalement Mme Hadley de sa famille et de ses amis. Ce n'est que lorsque Théodore est tué en héros dans le Pacifique et que le président Franklin D. Roosevelt lui présente ses condoléances personnelles, que Mme Haldley consent à contribuer à l'effort de guerre.

## Fiche technique
- Titre : The War Against Mrs. Hadley
- Réalisation : Harold S. Bucquet
- Scénario : George Oppenheimer
- Musique : David Snell
- Photographie : Karl Freund
- Montage : Elmo Veron
- Producteur : Irving Asher
- Société de production :
- Société de distribution : Metro-Goldwyn-Mayer
- Pays de production :  États-Unis
- Langue d'origine : anglais américain
- Format : noir et blanc — 35 mm — 1,37:1 — son : mono (Western Electric Sound System)
- Genre : drame
- Durée : 86 minutes
- Date de sortie :
  - États-Unis : 27 septembre 1942

## Distribution
- Edward Arnold : Elliott Fulton
- Fay Bainter : Stella Hadley
- Richard Ney : Theodore Hadley
- Jean Rogers : Patricia Hadley
- Sara Allgood : Mme Michael Fitzpatrick
- Spring Byington : Cecilia Talbot
- Van Johnson : Michael Fitzpatrick
- Isobel Elsom : Mme Laura Winters
- Frances Rafferty : Sally
- Dorothy Morris : Millie
- Halliwell Hobbes : Bennett
- Connie Gilchrist : le cuisinier
- Stephen McNally : Peters
- Miles Mander : Dr Leonard V. Meecham
- Rags Ragland : Louie
- Carl 'Alfalfa' Switzer : messager

## Autour du film
Dans le film, l'acteur Van Johnson apparaît ici pour la première fois avec très peu de maquillage (il a des taches de rousseur) et avec sa couleur de cheveux normale (il est roux). Bien qu'ayant déjà tourné plusieurs films, c'était la première fois que sa beauté naturelle n'était pas camouflée. Il était détendu et séduisant dans le rôle, et critiques et fans également remarquèrent sa performance. Ce film a lancé sa carrière cinématographique.